# قناة سخيلده- راين
قناة سخيلده- راين (Schelde-Rijnkanaal) في بلجيكا وهولندا تربط أنتويرب بفولكراك، ومن ثم تربط سخيلده مع الراين.